# Sept-Saulx

Sept-Saulx este o comună în departamentul Marne, Franța. În 2009 avea o populație de 570 de locuitori.